# Nansouty (îlot)
Pour les articles homonymes, voir Nansouty.
L'îlot Nansouty (parfois îlot Max de Nansouty, en langue locale Taaupiri, « nageant à proximité ») est une île inhabitée de Polynésie française, proche de Tahiti. 

## Caractéristiques

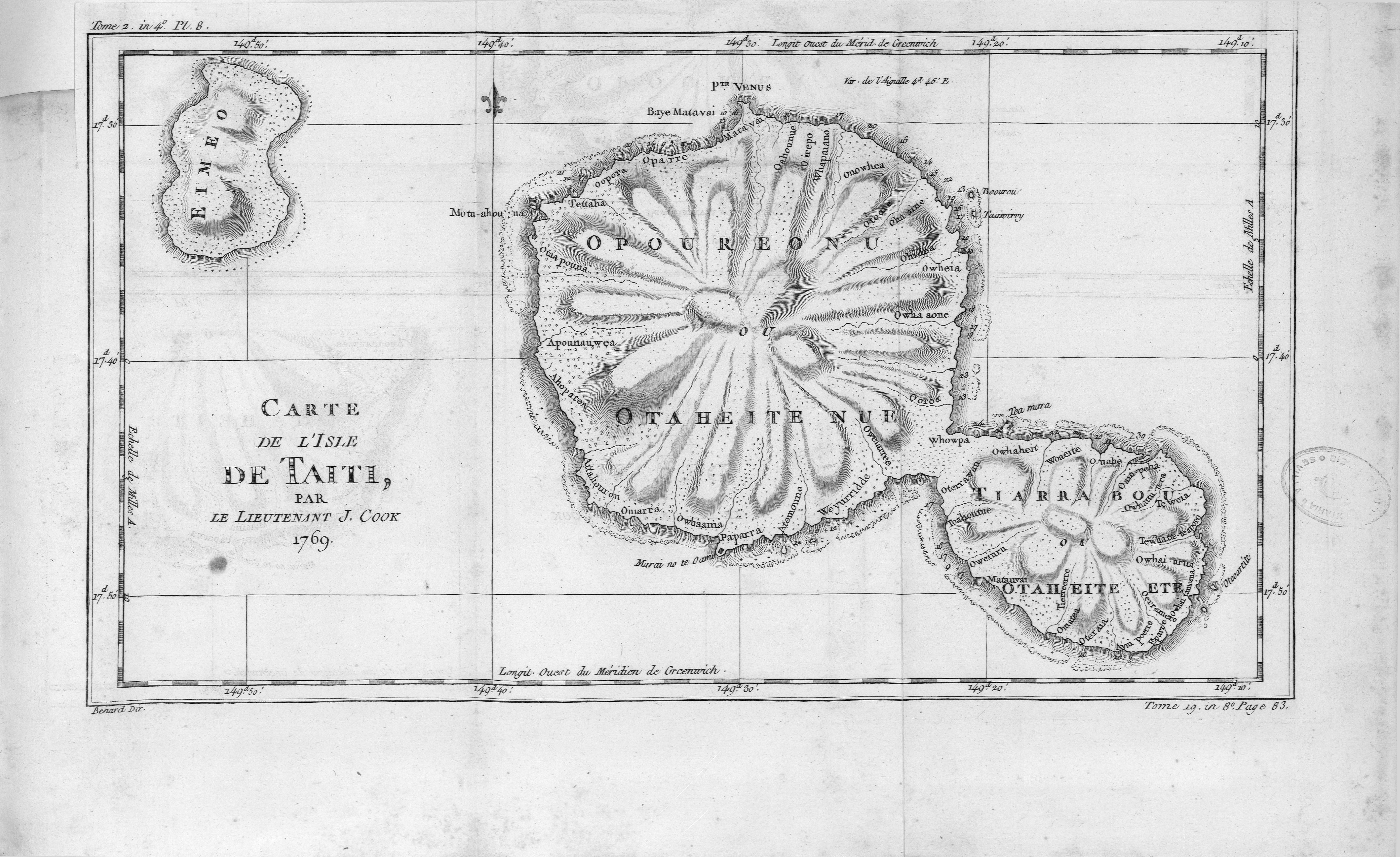
Sur cette carte dressée par James Cook en 1769, Taaupiri est un des îlots du nord-est de l'île de Tahiti.

Nansouty est situé 500 mètres au large de la commune Mahaena de Tahiti, 28 km à l'est de la capitale Papeete.
La température moyenne y est plutôt stable à 21 °C. Le mois le plus chaud est janvier (22 °C), le plus froid est octobre (19 °C). La pluviométrie moyenne est de 1 637 millimètres par an. Le mois le plus humide est mars, avec 332 millimètres de pluie, et le plus sec est août, avec 13 millimètres.

## Histoire
Un site d'observation du transit de Vénus de 1769 y est installé par James Cook et Charles Green en 1769. Y séjournent quatre officiers (Zachary Hicks, Charles Clerke, Richard  Pickersgill  et Patrick Saunders), pour procèder à des observations au télescope.
L'îlot tire son nom européen d'Adrien de Nansouty, jeune officier français tué au combat en 1844 pendant la guerre franco-tahitienne et inhumé sur l'île. Adrien de Nansoutye,. Au XXIe siècle la tombe a disparu après qu'une tempête a réduit la superficie de l'îlot.